# Моллер Федір Антонович

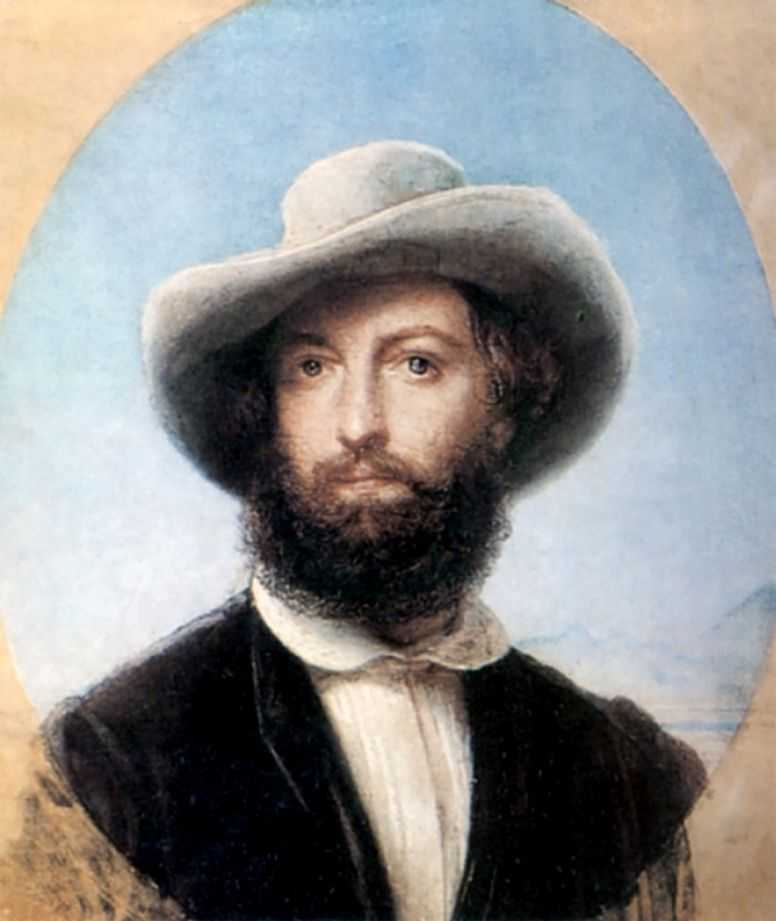
Портрет Моллера

Федір Антонович Моллер (30 травня 1812—1875) — російський художник, портретист, академік Петербурзької Академії Мистецтв (з 1840).

## Біографія
Моллер народився в сім'ї морського міністра адмірала Антона Васильовича фон-Моллера. Служивши офіцером, він відвідував класи Петербурзької Академії Мистецтв. Брав участь у придушенні повстання поляків 1830 року.
Після приїзду в Петербург Карла Брюллова Моллер поступає до нього на навчання, і невдовзі залишає військову службу.

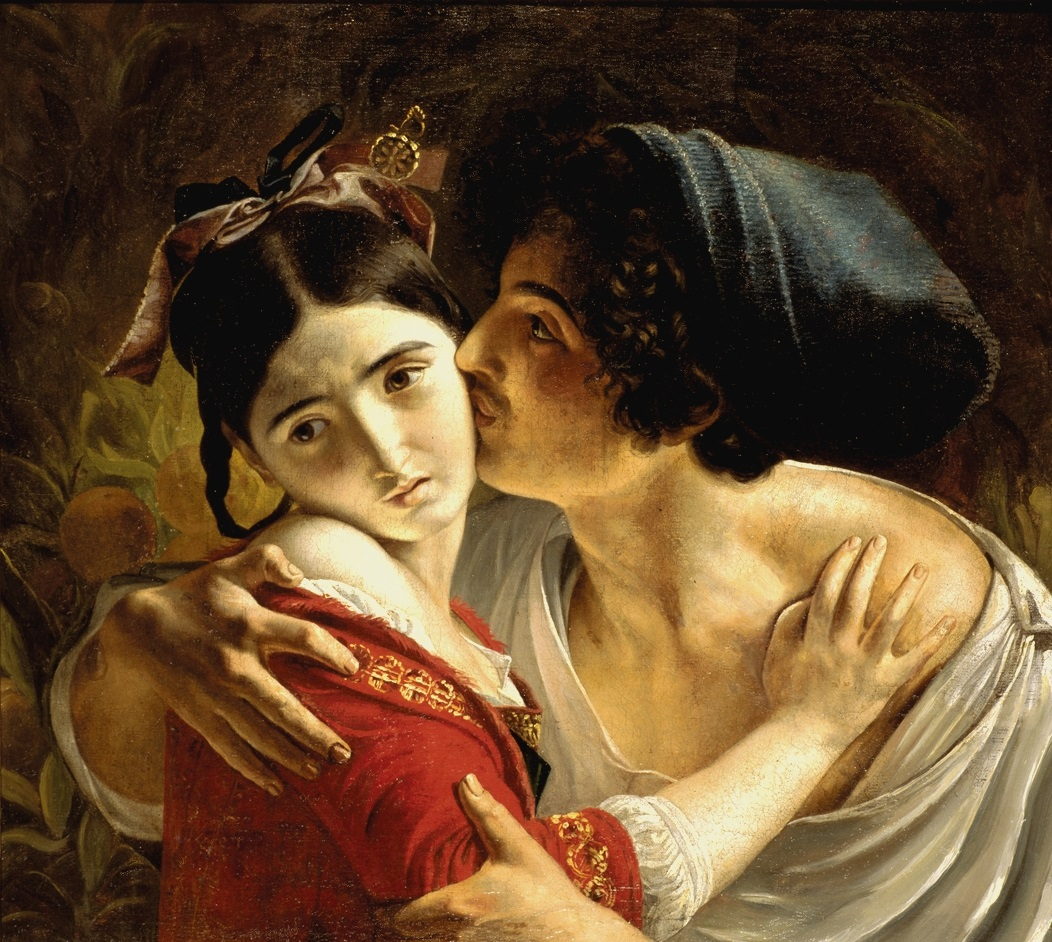
Картина Моллера «Поцілунок»

За картину, що зображала сімейство його батька Федір Моллер отримує велику золоту медаль від Академії. 1839 року він їде в Рим, де малює одну з найкращих своїх картин — «Поцілунок». За картину цю він отримує звання академіка. А після написання картини «Апостол Іоанн Богослов проповідує на острові Патмосі під час свята Вакха» отримує ступінь професора.

## Творчість
На початку своєї творчості художник старається в усьому наслідувати Карла Брюллова і стає прекрасним художником і ефектним колористом. Першою картиною Моллера є «Битва на Остролінці» (1832). Потім була написана «Геркулес виводить Альцесту з царства тіней» та декілька жанрових робіт. До цього періоду відносяться ще картини: «Поцілунок», «Портрет М. Гоголя», «Русалка», «Задумана невістка над заручним кільцем» та інші.

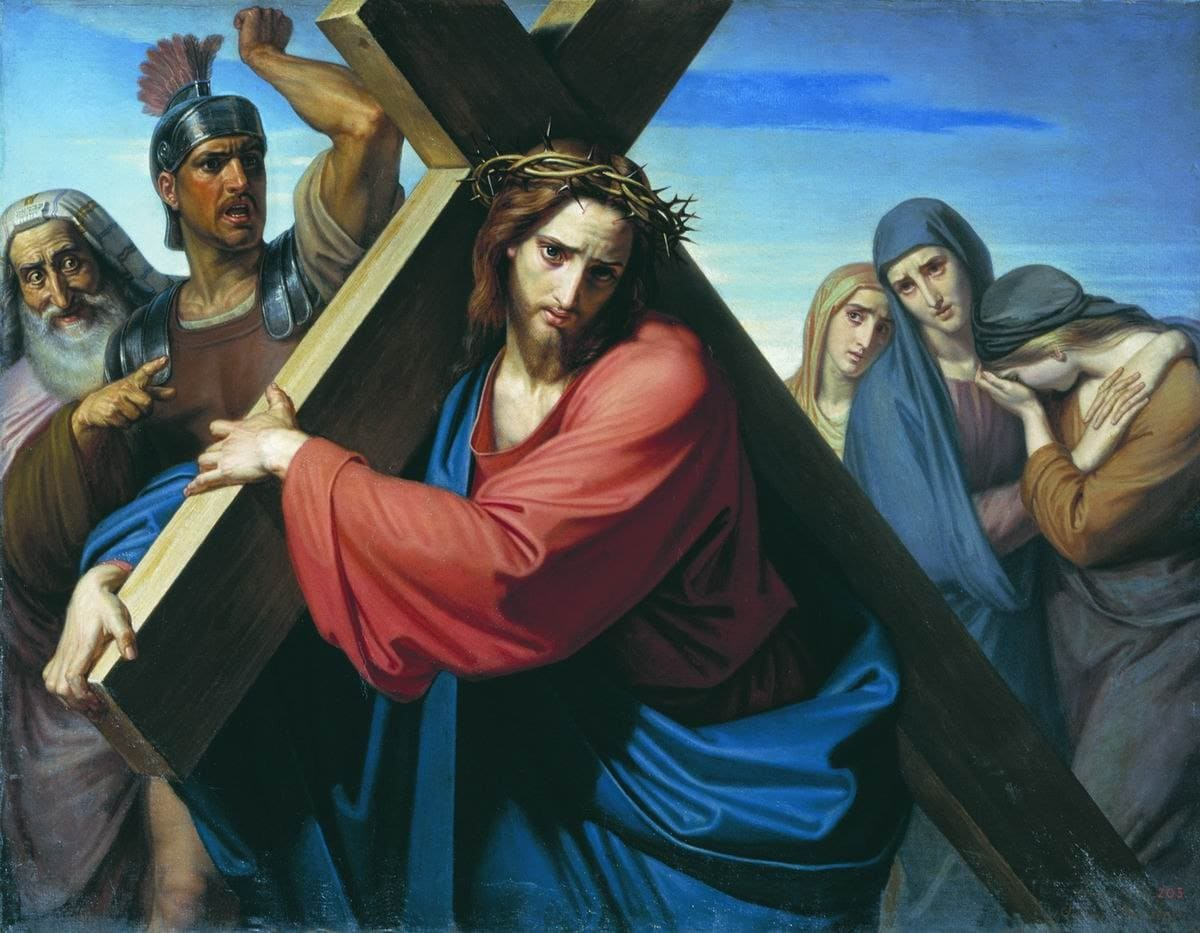
«Несення Хреста»

В другий період своєї творчості Федір Моллер впав в холодність і рефлективність композиції, в'ялість і умовність фарб, сухість і суворість виконання робіт. В цей період Моллер написав картини: «Тетяна відправляє листа Онєгіну», «Мойсей купається в кошику на воду своїй матері», «Видіння Александра Невського перед боєм на Неві», «Посольство папи до Александра Невського», «Битва Александра Невського зі шведами», «Несення хреста», «Юдиф», «Роп'яття» та інші.

## Моллер і Шевченко

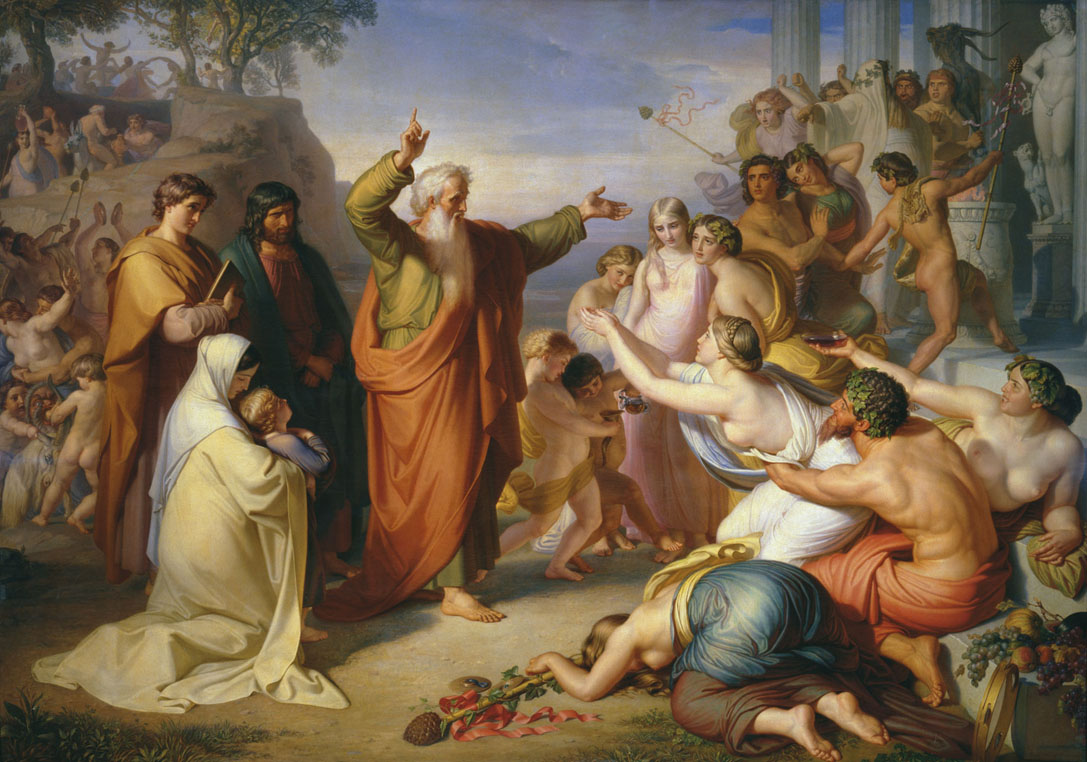
Апостол Іоанн Богослов проповідує на острові Патмосі під час свята Вакха

Був товаришем Тараса Шевченка по Академії мистецтв, учився разом з ним у майстерні К. Брюллова. В «Щоденнику» 27 липня 1857 року поет позитивно відгукнувся про картину Моллера «Апостол Іоанн Богослов проповідує на острові Патмосі під час свята Вакха».